# 서경 164도
서경 164도(西經164度)는 본초 자오선에서 서쪽으로 164도 떨어진 경선이다. 북극점에서 시작하여 북극해, 알래스카, 태평양, 남극해, 남극을 거쳐 남극점에 이른다.
서경 164도는 동경 16도와 이어져 지구의 둘레를 이룬다.

## 지나가는 지역
북극점에서 남극점까지 서경 164도선은 다음 지역을 지나간다.
| 좌표                                                    | 나라, 지역, 해역 | 주석                                   |
| ------------------------------------------------------- | ---------------- | -------------------------------------- |
| 북위 90° 0′ 서경 164° 0′  / 북위 90.000° 서경 164.000°  | 북극해           |                                        |
| 북위 71° 44′ 서경 164° 0′  / 북위 71.733° 서경 164.000° | 축치해           |                                        |
| 북위 68° 59′ 서경 164° 0′  / 북위 68.983° 서경 164.000° | 미국             | 알래스카주                             |
| 북위 67° 32′ 서경 164° 0′  / 북위 67.533° 서경 164.000° | 축치해           | 코츠뷰 만                              |
| 북위 66° 36′ 서경 164° 0′  / 북위 66.600° 서경 164.000° | 미국             | 알래스카주 — 수어드 반도               |
| 북위 64° 33′ 서경 164° 0′  / 북위 64.550° 서경 164.000° | 베링해           | 노튼 만                                |
| 북위 63° 15′ 서경 164° 0′  / 북위 63.250° 서경 164.000° | 미국             | 알래스카주 — 유콘-쿠스코킴 삼각주      |
| 북위 59° 49′ 서경 164° 0′  / 북위 59.817° 서경 164.000° | 베링해           |                                        |
| 북위 54° 59′ 서경 164° 0′  / 북위 54.983° 서경 164.000° | 미국             | 알래스카주 — 우니마크 섬               |
| 북위 54° 37′ 서경 164° 0′  / 북위 54.617° 서경 164.000° | 태평양           |                                        |
| 남위 60° 0′ 서경 164° 0′  / 남위 60.000° 서경 164.000°  | 남극해           |                                        |
| 남위 78° 15′ 서경 164° 0′  / 남위 78.250° 서경 164.000° | 남극             | 뉴질랜드가 영유권을 주장하는 로스 속령 |

## 같이 보기
- 서경 163도
- 서경 165도